# Теракт в Кампале (2010)
Террористический акт в Кампале произошёл 11 июля 2010 года во время прямой трансляции матча финала чемпионата мира по футболу. Целью атаки стали футбольные болельщики, которые смотрели финал в разных частях Кампалы. Ответственность за теракт взяла на себя сомалийская террористическая группировка Джамаат Аш-Шабааб.

## Ход атаки
Число погибших от трёх взрывов в столице Уганды составило 76 человек. По меньшей мере 11 иностранцев, в том числе один американец, были среди погибших. Сомалийские боевики атаковали эфиопский ресторан, регби-клуб и пивной бар, когда большие группы болельщиков собрались в них в воскресенье вечером, чтобы посмотреть телевизионную трансляцию финального матча чемпионата мира по футболу. По крайней мере 70 человек получили ранения, среди них шесть членов группы Пенсильванской церкви.
Сомалийская исламистская группировка Аш-Шабааб взяла на себя ответственность за этот взрыв. Представители боевиков заявили, что они будут атаковать все африканские страны, которые участвуют в миротворческих миссиях АМИСОМ в Сомали.
Президент США Барак Обама выразил соболезнования президенту Уганды Йовери Мусевени и предложил помощь ФБР в расследовании теракта.
Президент Уганды заявил, что несмотря на все угрозы боевиков, Уганда не будет выводить свой контингент миротворческих войск из Сомали.